# 게타카정
게타카정(気高町)은 돗토리현 게타카군에 설치되었던 정이다. 현재의 돗토리시에 해당한다.